# ژیروو
ژیروو (به چکی: Žirov) یک منطقهٔ مسکونی در جمهوری چک است که در شهرستان پلهرژیموف واقع شده‌است. ژیروو ۲٫۸۱ کیلومتر مربع مساحت و ۷۳ نفر جمعیت دارد و ۵۶۴ متر بالاتر از سطح دریا واقع شده‌است.